# Російський націоналізм

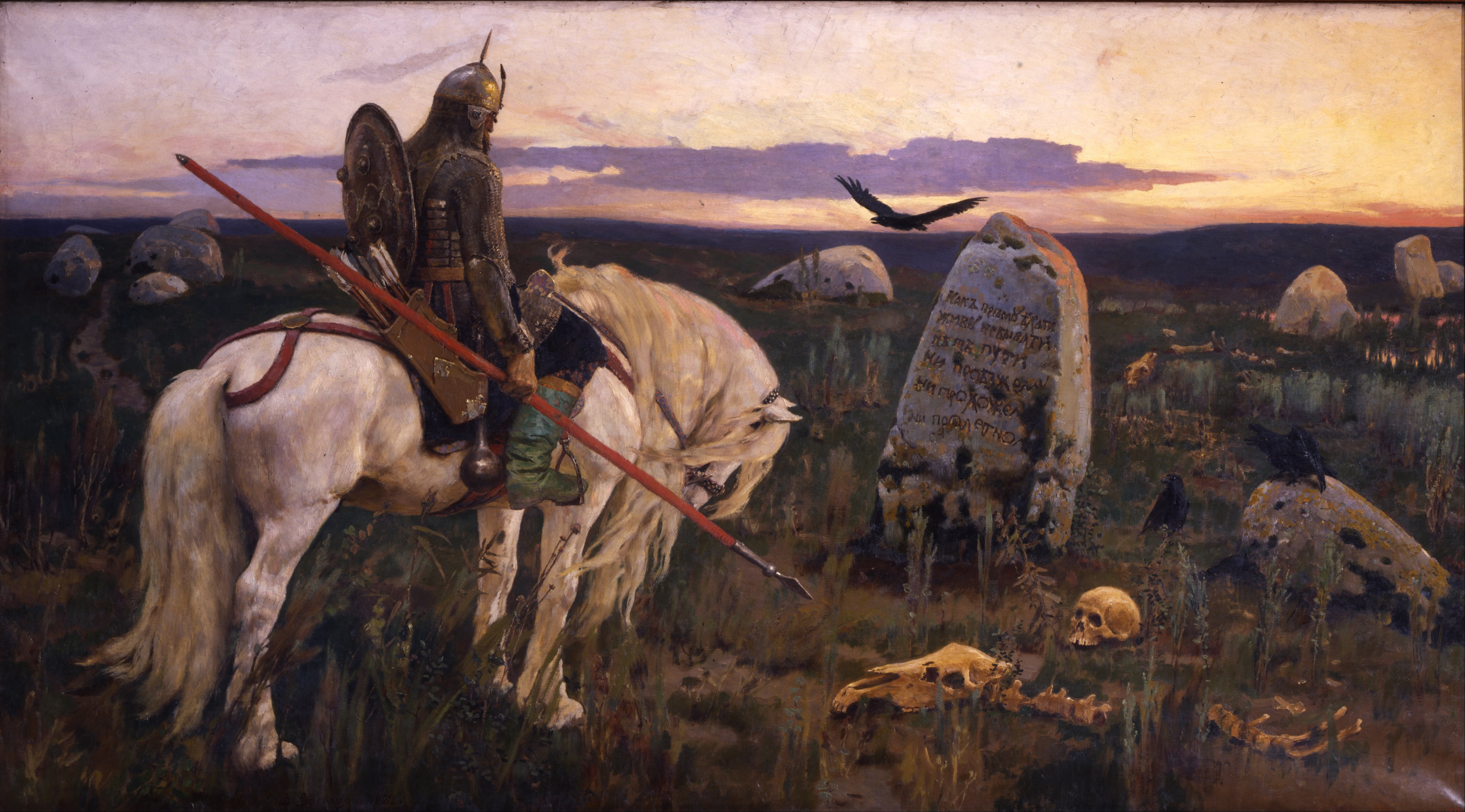
В. Васнецов. Витязь на роздоріжжі, 1882, Російський музей. Зразок російського націонал-романтичного модерну

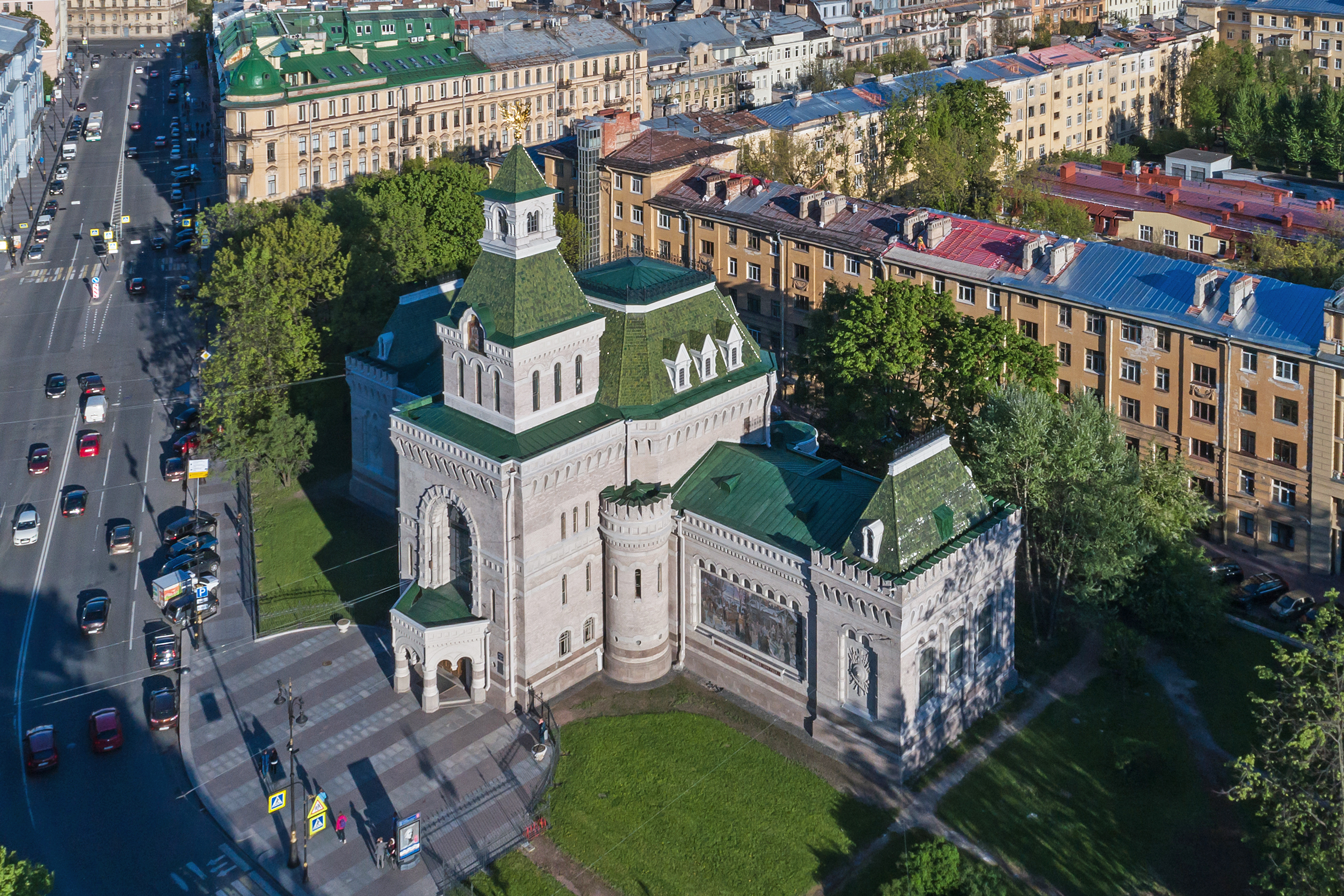
Музей Суворова у Санкт-Петербурзі, побудований у еклектичному псевдоросійському стилі

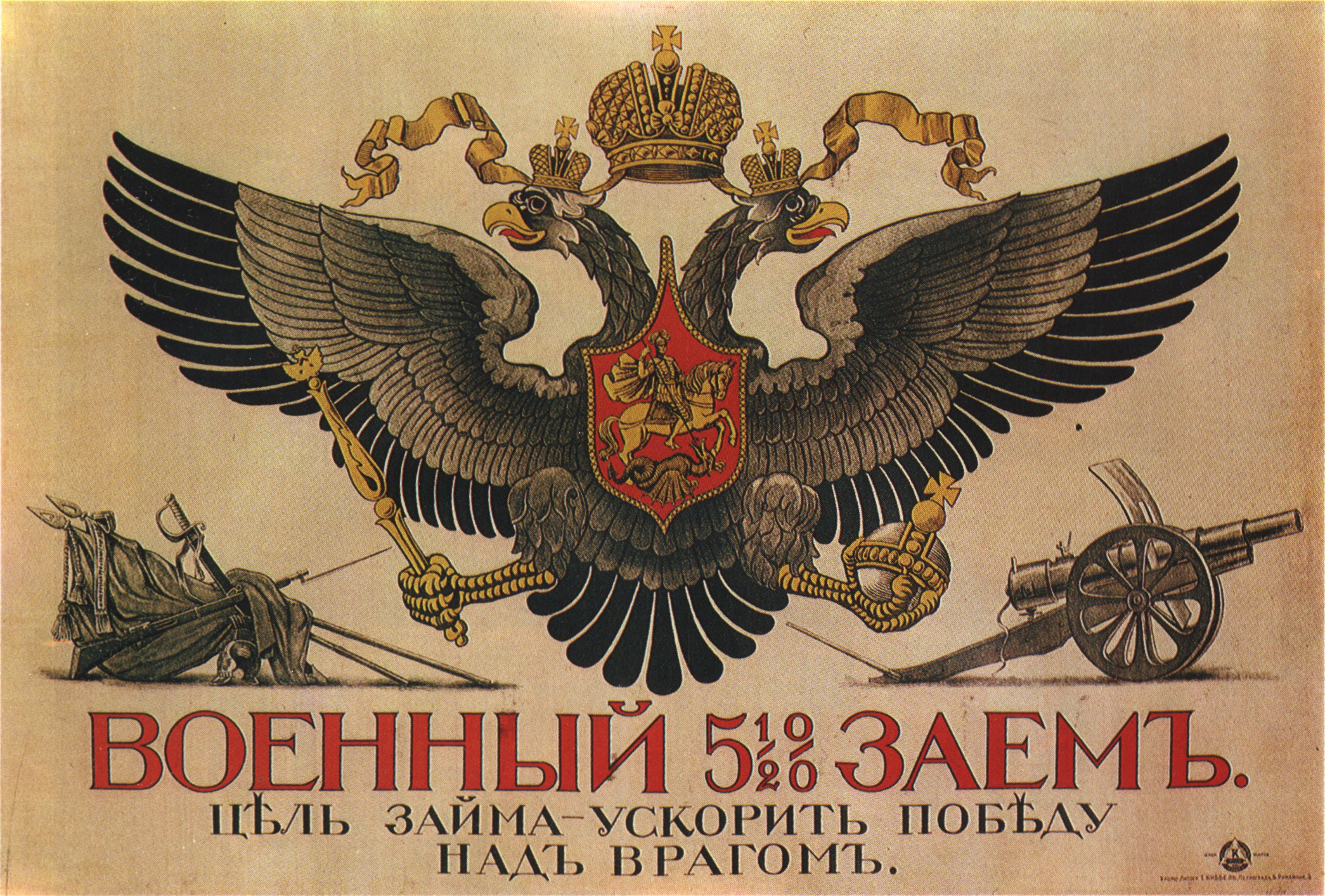
Плакат часів Першої світової війни

Російський націоналізм — російська версія націоналізму. Виражається вірністю російському народу, роботою на його користь із поширення економічного, культурного та політичного домінування російського народу над іншими народами (див. Великодержавний шовінізм).
Ідеологія російського націоналізму зародилася в 1700-1800-х роках й вилилася у панславізм та слов'янофільство, однак згодом видозмінилася й в сучасній Росії набрала форм нашизму, націонал-більшовизму, євразійства та, насамперед, путінізму й рашизму.

## Історичні етапи російського націоналізму

### Російський націоналізм в Російській імперії
Націоналізм з'явився в Росії у другій половині XVIII століття у вищих колах суспільства, під впливом західноєвропейської філософської та політичної думки. Спочатку під нацією розуміли культурну та інтелектуальну еліту (переважно дворянство) у рамках тодішнього порядку. Наприклад, у своїй передмові до трагедії «Дмитрій Самозванець» (1771) О. Сумароков називає основою російської нації те, що доля рабів — послух, царя — влада, а «синів вітчизни» (тобто еліти) — піклування про державу. Націоналізм трактувався у дусі примордіалізму, що стимулювало зацікавленість до історії Росії та її культури.
Через відсутність у російській мові точного еквівалента понять, пов'язаних з націоналізмом, довгий час використовувалися французькі терміни, хоча спроби перекладу робилися не один раз. Так, Вяземський перекладав фр. nationalité як «народність».
У період правління Петра I досягнення Росії викликали у світі захоплення і сподвижники царя також доброзичливо дивилися на європейців, як на рівних. Як писав 1791 року М. М. Карамзін,
Хто у мирі та любові уміє жити з собою,
Той радість і любов у всіх країнах знайде.
Але до кінця XVIII століття навколо відносин до Заходу виникли розбіжності. Нестача рівності, свободи та поваги до особистості на батьківщині порівнюючи з західними країнами викликала у російських патріотів відчуття сорому. Цей удар по національній гордості призвів до виникнення двох протиборчих одна одній груп. Західники (починаючи з Радищева) вважали, що Росія повинна йти за прогресивними й ліберальними силами по тому ж шляху, по якому пішла Західна Європа та США. Слов'янофіли не погоджувалися бачити Захід лідером і тим паче взірцем для наслідування. Вони вірили, що у Росії особливий шлях у зв'язку з її географічним розміщенням, авторитарним і православним минулим.

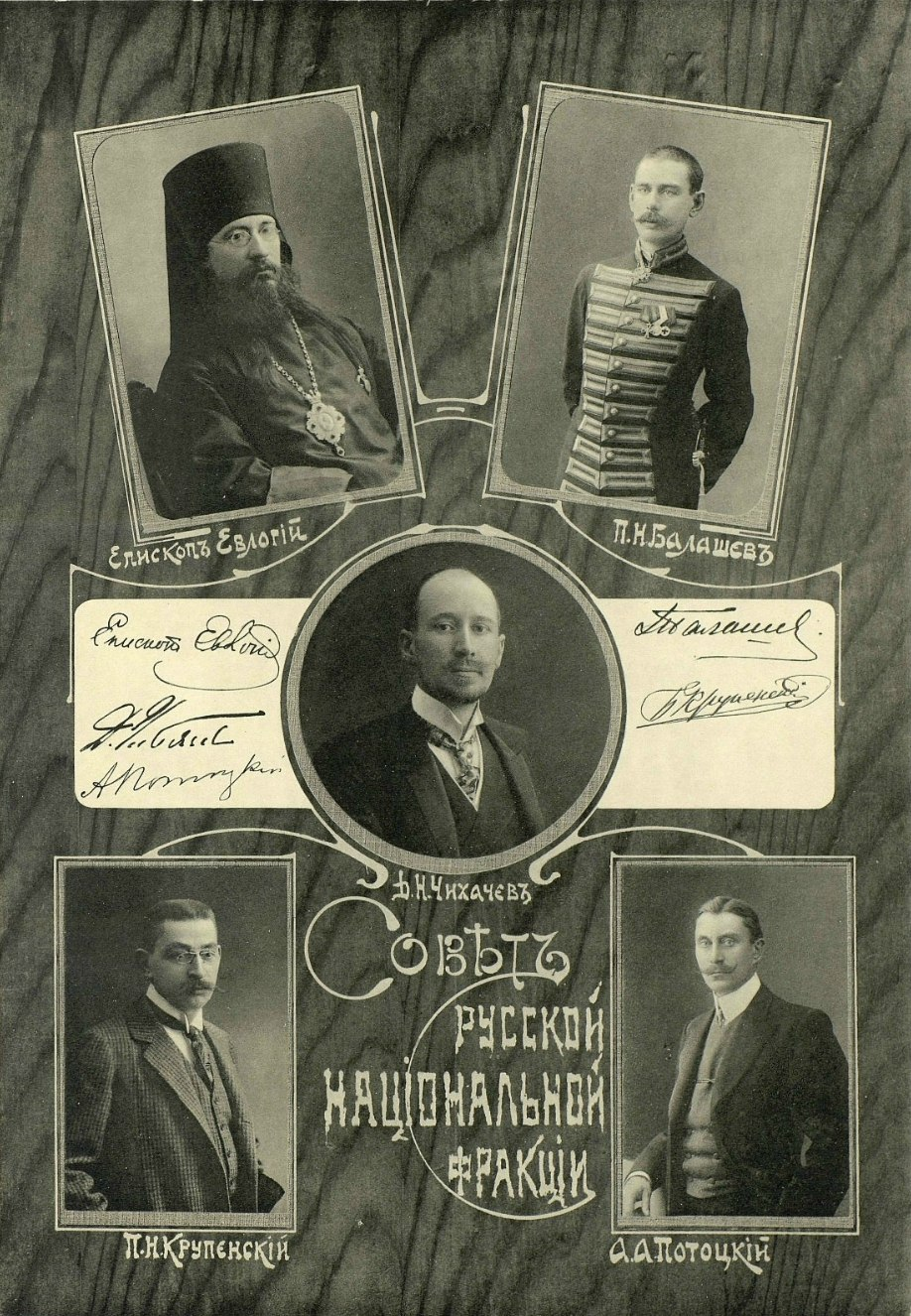
Рада Російської національної фракції у Державній Думі III скликання. Д. Н. Чихачов, Єпископ Євлогій, П. Н. Балашов, П. Н. Крупенський, О. О. Потоцький

Слов'янофіли приписували російському характеру терплячість, жагу істини, спонтанність, сердечність, душевність, великодушність, безрозмірність, соборність (схильність ухвалювати рішення колективно). Це протиставилося узагальненому західному характеру, якому начебто були притаманні жадібність, брехливість, егоїзм, холодний розрахунок. Багато хто приписував росіянам і негативні риси: лінь, пияцтво, обломовщину, відданість господарю, неповага до себе та інших. «Російську душу» пов'язували з російською кров'ю та ґрунтом, тому вважали, що її носієм у чистому вигляді є селяни.. Інтелектуальна еліта бачила свою місію у відтворенні масових стереотипів, побудові на них нових ідей та нав'язуванні їх масам. Однак російський націоналізм залишався ідеологією еліти аж до появи масових суспільних течій на початку XX століття.
Оскільки Росія була імперією, влада вороже ставилася до національних меншин і спиралася на етнонаціоналізм російської більшості. При цьому вона намагалася використовувати націоналізм меншин в інших державах у своїх зовнішньополітичних інтересах. Так, вона підтримувала панславізм в Австро-Угорщині й Османській імперії, всупереч відповідному настороженому чи ворожому ставленню.
На початку XX століття з'явилася суспільно-політична організація Російські збори. Пізніше, під час революції 1905 та створення Державної думи виник ряд російських націоналістичних політичних організацій: Союз російського народу, Російський народний союз імені Михайла Архангела, Всеросійський національний союз, Вітчизняний патріотичний союз.
У Державній думі Російської імперії III скликання національна фракція була другою по чисельності після «октябристів».

### Російський націоналізм в СРСР

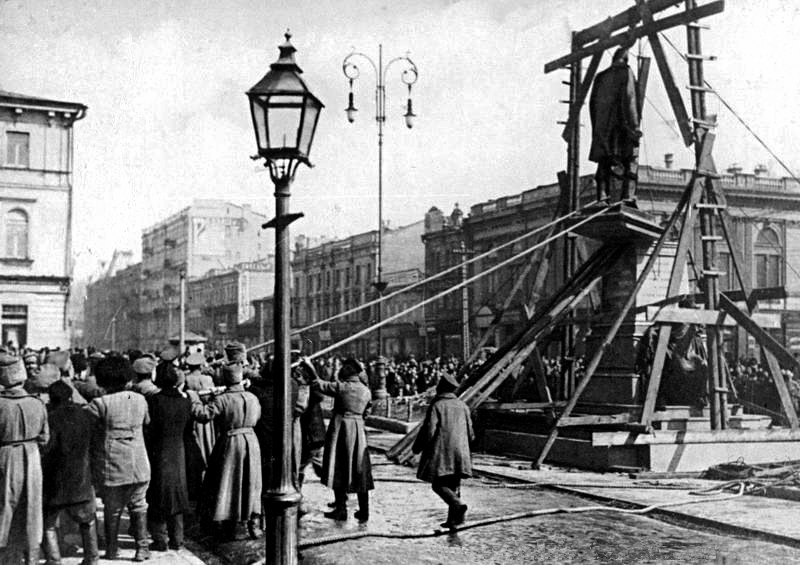
Знищення пам'ятника Столипіну в Києві. 1918

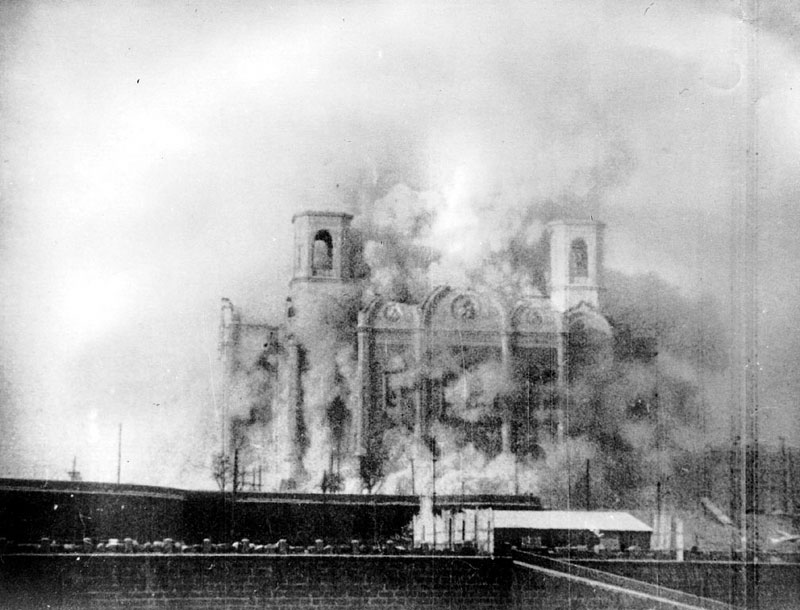
Знищення Храму Христа Спасителя у Москві. 1931

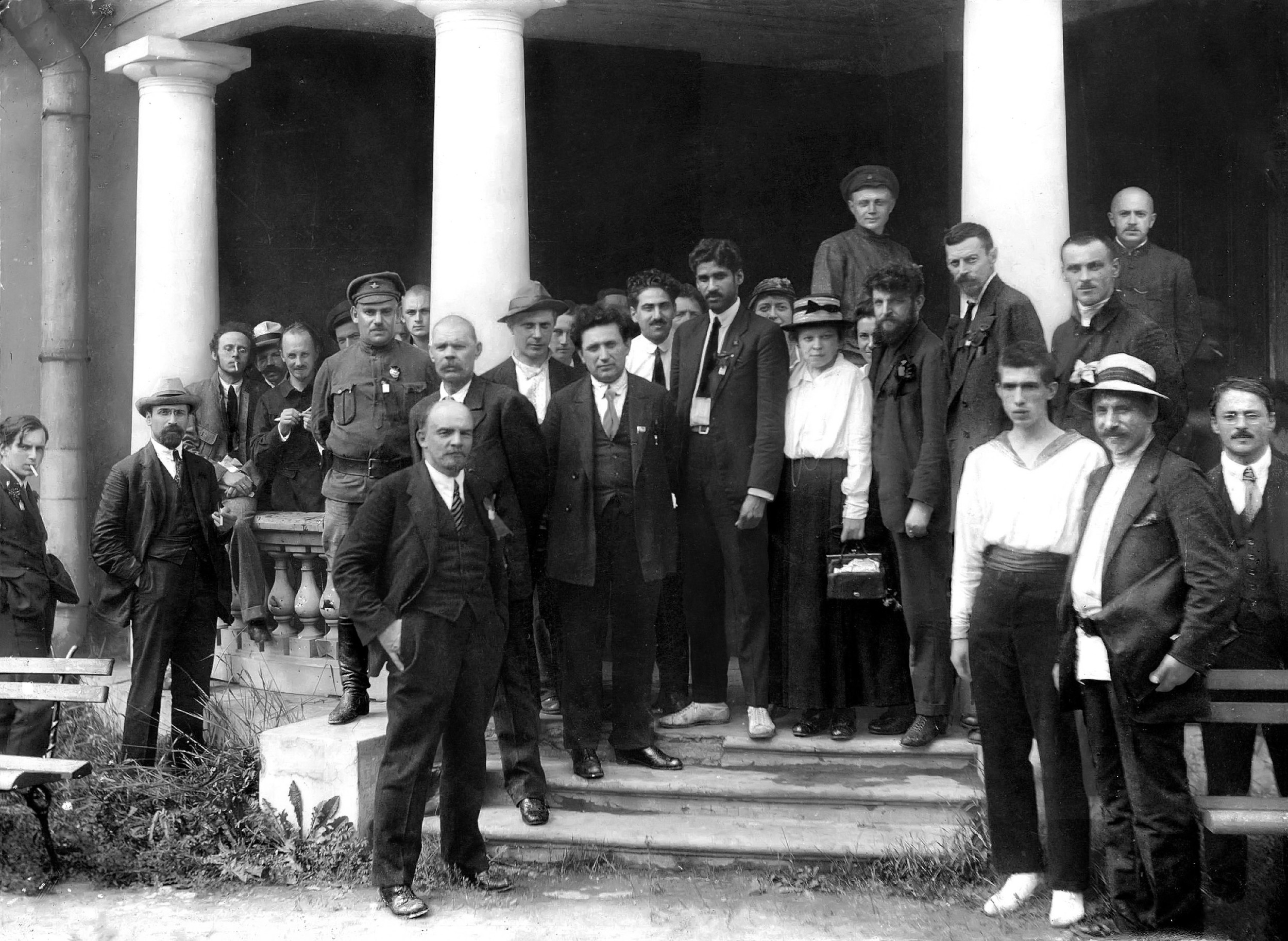
2-й конгрес Комуністичного Інтернаціоналу. 1920

В СРСР пропагувався інтернаціоналізм та створення радянського народу, тому російський націоналізм заперечувався, але втілювався фактично — через росифікацію, витіснення національних особливостей інших народів із побуту з їхнім заміщенням показними проявами національної культури. Ці прояви влучно охарактеризував Володимир Войнович у романі «Москва 2042»: «У всіх концертах, що демонструють небувалий розквіт багатонаціонального мистецтва в моїй країні, завжди виконувались ті ж самі пісні» (рос. «во всех концертах, демонстрирующих небывалый расцвет многонационального искусства в моей стране, всегда исполнялись одни и те же песни»).

### Російський націоналізм у сучасній Росії
2007 року президент Путін поставив перед ФСБ задачу суворо протидіяти націоналізму. 2009 президент Медведєв, виступаючи на розширеній колегії ФСБ, указав, що «поміж першочергових задач залишається і жорстка протидія націоналізму й екстремізму.»
2011 року на зустрічі з представниками ветеранських організацій Путін заявив, що ветеранські організації Росії повинні брати участь у патріотичному вихованні молоді та протидіяти націоналістичним ідеям.

## Підтечії російського націоналізму

### Панславізмта слов'янофільство
Пансловізм — культурна й політична течія, ідеологія, поширена в державах, населених слов'янськими народами, в основі якої лежать ідеї про потребу їх політичного об'єднання на основі етнічної, культурної та мовної спільності. Сформувалася наприкінці XVIII — першій половині XIX століть. Символами панславізму вважають Національний прапор усіх слов'ян і гімн «Гей, слов'яни», які також були національним гімном і прапором Югославії. Однією з підтечій панславізму є євразійство.
Слов'янофільство — ідеологічна підтечія російського націоналізму в Росії, що зародилася у 1840 — 1870 роки. Слов'янофільська ідеологія протиставляла себе ідеології «західників», тобто прихильників російській орієнтації на Західну Європу. Слов'янофіли відстоювали утворення російського панславізму, ідеалізувала все російське, як от фофуддю, артіль тощо, возвеличували минувшину й суспільний лад Московії допетровської доби. Ключовим постулатом слов'янофілів було протиставлення Росії Заходові, зокрема російське православне християнство — західному католицькому християнству, московські звичаї — європейським звичаям.

### Євразійство‎
Євразійство -‎ ідеологічна підтечія російського націоналізму в Росії, що зародилася в середовищі російської білогвардійської еміграції в Західній Європі в 1920-1930-х роках — як консервативна та архаїчна реакція на невдалу спробу модернізації Росії та як наслідок цього більшовицький Жовтневий переворот 1917 року. Євразійці виступали за відмову від європейської інтеграції Росії на користь інтеграції з центральноазіатськими країнами, спадкоємцями Татарської імперії Чингізхана. Євразійство‎ є однією з найпоширеніших ідеологій російського націоналізму в сучасній Росії XXI століття, й виступає як головна геополітична російсько-імперська доктрина путінського режимі.

### Націонал-більшовизм
Націонал-більшовизм — ідеологічна підтечія німецького та російського націоналізмів в Росії та веймарській Німеччині, що зародилася у 1920-х роках після закінчення Першої світової війни спочатку у Німеччині й майже одразу в Росії під впливом важкого внутрішнього та міжнародного становища обох країн. Націонал-більшовики основою основою своєї ідеології вважали поєднання консервативних національно-державницьких та радикально лівацьких ідей при абсолютному запереченні лібералізму. Німецький і російський націонал-більшовизми мали істотні відмінності у своїх виявах та організаційних засадах, а їх вплив на українську дійсність виявився несхожим за своїм вектором.

### Путінізм
Путінізм — ідеологічна підтечія російського націоналізму, що зародилася в середовищі російської політичної еліти на початку 2000-х років і є домінуючою державною ідеологією в сучасній Росії. Ідеологічно путінізм є химерним поєднанням старіших ідеологій російського націоналізму, таких як панславізм/слов'янофільство, євразійство, націонал-більшовизм та нашизм, й базується на концепції створення та поширення російського світу на якмога більшій території, при одночасному бажанні економічного співробітництва з Заходом для збільшення статків російської олігархічної еліти.
По відношенню до України, основними інструментами Росії по поширення російського світу є церковна війна, кібер-війна, інформаційна війна, економічна війна, юридична війна та культурна війна. Однак найголовнішим аспектом путінізму по відношенню до України є її іредентистські претензії до України, які виражаються у реституціоністських претензіях Росії на територію України, й відповідних військових діях по захопленню цих територій; прикладами таких дій останніх років є Анексія Криму та Донбасу в України Росією.

### Нашизм

«Прапор гербових кольорів Російської імперії» — часто використовується російськими націонал-монархістами
«Прапор із зображенням новгородського хреста» — використовується деякими російськими націонал-соціалістами пронімецького напряму
Прапор забороненої партії МОО «НБП» (Нацболи)
«Прапор із зображенням коловрату» — часто використовується рухом націонал-язичників, панславістів і рідновірів